# Sylvietta
Sylvietta là một chi chim trong họ Macrosphenidae.